# Joe Marsala
Joe Marsala (né le 4 janvier 1907 à Chicago, mort le 4 mars 1978 à Santa Barbara) est un clarinettiste et saxophoniste de jazz américain.

## Biographie
Il quitte Chicago en 1929 pour jouer avec Wingy Manone. Dans les années 1930 il part à New York où il joue avec Ben Pollack puis retrouve en 1935 Wingy Manone et son petit orchestre. L'année suivante il dirige l'orchestre au départ de Manone et se produit régulièrement au "Hickory House" jusqu'en 1948. Il abandonne en 1949 sa carrière de musicien pour se consacrer en 1954 à l'édition musicale. En 1969 il reprend sa clarinette et monte un all stars pendant deux ans. Il prend définitivement sa retraite dans les années 1970.

## Source
- Philippe Carles, André Clergeat Dictionnaire du jazz p.659 éd.Bouquins/Laffont 1988  (ISBN 2-221-04516-5)